# Democrazia Sociale
Democrazia Sociale (DS), anche noto come Partito Democratico Sociale Italiano, fu un partito politico italiano fondato nell'aprile 1922 dai componenti del "Consiglio nazionale della Democrazia Sociale e Radicale", un organismo costituito nel gennaio del 1922 dagli eletti nelle liste di "Democrazia Sociale".

## Storia

### Coalizioni elettorali propedeutiche alla formazione del partito
Precedentemente alla formazione del partito, in occasione delle elezioni politiche italiane del 1919 e di quelle del 1921, si era già formata una coalizione elettorale comprendente uomini politici provenienti dalla corrente di sinistra dell'area liberale. Capeggiata da Francesco Saverio Nitti (del Partito Radicale Italiano) e Giovanni Amendola (di Democrazia Liberale) era stata una breve esperienza di opposizione sostenuta dal giornale Il Mondo.
La Coalizione elettorale del 1919, riferita generalmente come "Partito democratico", raggruppava le seguenti liste:
- Partito Democratico Sociale
- Partito Democratico Popolare
- Partito Democratico Costituzionale
- Partito Costituzionale Democratico Riformista
- Partito dei Democratici Indipendenti
- Partito Democratico
- Blocco Democratico[1]
- Blocco di Concentrazione Democratica
- Blocco di Democratici e Combattenti

La coalizione ottenne il 10,9% dei voti, e 60 seggi alla Camera dei deputati; partecipò al Governo Giolitti V, con il Ministro della Giustizia Luigi Fera e il Ministro del Lavoro Arturo Labriola.
Nel 1921, per la formazione di una lista comune si unirono:
- Partito democratico costituzionale
- Partito costituzionale-democratico-riformatore
- Partito democratico
- Blocco democratico
- Blocco di concentrazione democratica
- Blocco di democratici e combattenti
- Partito di democratici indipendenti
- Partito democratico popolare
- Unione democratico-sociale
- Partito democratico cristiano

La coalizione conseguì il 4,7% dei voti e 29 deputati; partecipò al Governo Bonomi I, con i ministri Giuseppe Girardini, Luigi Gasparotto e Vincenzo Giuffrida. Espresse inoltre due ministri nel primo governo Facta (Roberto De Vito alla marina e Colonna di Cesarò alle poste e telegrafi)
Il 12 giugno 1921, la delegazione della coalizione Democratico Sociale, eletta alle elezioni del maggio precedente, costituì un gruppo parlamentare unico (denominato "Democrazia sociale") insieme al Partito Radicale Italiano e agli eletti di Rinnovamento Nazionale, una formazione politica in rappresentanza degli ex combattenti, per un totale di 65 deputati. Un analogo raggruppamento fu costituito in Senato. Il 25 novembre 1921 avvenne la fusione tra i gruppi demosociale e demoliberale in un unico gruppo democratico, che divenne il più numeroso, sia alla Camera (150 deputati) che al Senato (155 senatori) che prese il nome di Unione Democratica. Il gruppo di UD era composto da deputati e senatori provenienti dalle diverse esperienze della Sinistra storica monarchica, nazionalista ed antigiolittiana spostatisi su posizioni liberalconservatrici in appoggio ad Antonio Salandra, dagli ex radicali e dagli interventisti nazionaldemocratici.

### Nascita del partito
Nel gennaio del 1922 fu costituito il "Consiglio nazionale della Democrazia Sociale e Radicale", cui aderì anche la direzione del Partito Radicale Italiano, sancendo "di fatto" la propria dissoluzione. Quest'ultimo organismo, al primo congresso svoltosi a Roma nell'aprile 1922, dette forma al nuovo partito denominato "Democrazia Sociale".
Tuttavia, non tutti i parlamentari della precedente coalizione aderirono al gruppo parlamentare del nuovo partito, costituito alla Camera nel giugno 1922, da soli 45 deputati. Tra i maggiori esponenti: Giovanni Antonio Colonna di Cesarò (fondatore e segretario del partito), Gabriello Carnazza, Arturo Labriola, Luigi Gasparotto, Luigi Fera e l'anziano Ettore Sacchi. Nel secondo governo Facta (agosto-ottobre 1922), il Partito Democratico Sociale fu rappresentato da due ministri (Roberto De Vito e Luigi Fulci).
Dopo la marcia su Roma, "Democrazia Sociale" accordò la fiducia al governo Mussolini e partecipò compagine governativa con Gabriello Carnazza al dicastero dei Lavori Pubblici e Colonna di Cesarò alle Poste e Telegrafi. Ciò provocò i primi dissensi nel partito e l'uscita di Arturo Labriola. Comunque, i rapporti con il Partito Nazionale Fascista si deteriorarono velocemente: nell'agosto del 1923, Colonna di Cesarò fu attaccato da Farinacci e dai fascisti intransigenti per un discorso in cui aveva esaltato l'antico repubblicano Felice Cavallotti come "eroe del giorno".
Il 5 febbraio 1924, il Partito Democratico Sociale passò all'opposizione e si presentò da solo alle elezioni politiche italiane del 1924, ottenendo l'1,55% dei suffragi e 10 seggi complessivi, di cui sette in Sicilia. Colonna di Cesarò prese parte alla secessione aventiniana e, di conseguenza, venne posto in regime di sorveglianza dal 1925 al 1934.
Nel 1926, con l'approvazione delle leggi fascistissime, il partito fu sciolto.
Possiamo considerare erede indiretto del Partito Democratico Sociale il Partito Democratico del Lavoro, costituito nell'aprile 1943 da Ivanoe Bonomi, Meuccio Ruini e Luigi Gasparotto e componente del Comitato di Liberazione Nazionale.

## Congressi nazionali
- I Congresso Nazionale - Roma, 27-29 aprile 1922
- II Congresso Nazionale - Roma, 28-29 marzo 1925

## Segretari nazionali
- Giovanni Antonio Colonna di Cesarò (1922-1925)
- Edoardo Cuciniello (1925-1926)